# Thea Emilie Benth Jellum
Thea Emilie Benth Jellum (12 ottobre 2003) è una sciatrice alpina norvegese.

## Biografia
Specialista delle prove tecniche attiva dal gennaio del 2020, Thea Emilie Benth Jellum  ai Mondiali juniores di Alta Savoia 2024 ha vinto la medaglia d'oro nella gara a squadre; ha esordito in Coppa Europa il 21 febbraio dello stesso anno a Malbun in slalom speciale, senza completare la prova. Non ha debuttato in Coppa del Mondo e non ha preso parte a rassegne olimpiche o iridate.

## Palmarès

### Mondiali juniores
- 1 medaglia:
  - 1 oro (gara a squadre ad Alta Savoia 2024)